# 宁波市同济中学
宁波市同济中学位于浙江省宁波市海曙区，是浙江省二级重点中学。

## 沿革
1949年，宁波市同济中学创建。学校占地约120亩，建筑面积达三万五千多平方米。2016年宁波市进行行政区划将同济中学所在高桥镇由鄞州区划归至海曙区，直属部门由鄞州区教育局变更为宁波市教育局直属。